# NGC 1103
NGC 1103 este o galaxie spirală situată în constelația Eridanul. A fost descoperită în 26 decembrie 1885 de către Lewis A. Swift. Se află la o distanță de 55,37 de megaparseci de Pământ.